# Leichtathletik-Weltmeisterschaften 2015/5000 m der Frauen

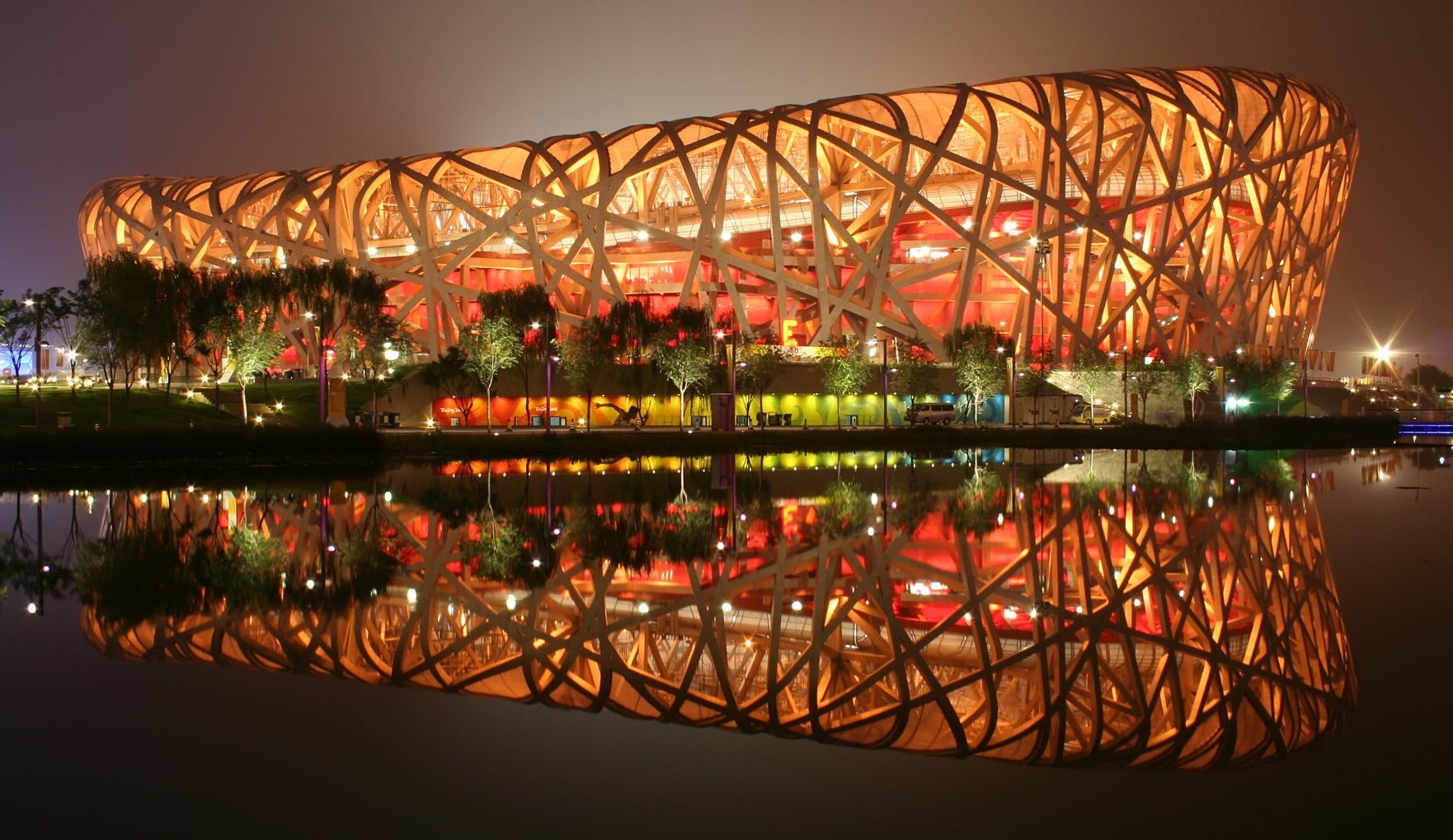
Das Nationalstadion Peking während der Weltmeisterschaften

Der 5000-Meter-Lauf der Frauen bei den Leichtathletik-Weltmeisterschaften 2015 wurde am 27. und 30. August 2015 im Nationalstadion der chinesischen Hauptstadt Peking ausgetragen.
In diesem Wettbewerb gab es einen Dreifacherfolg für die äthiopischen Langstreckenläuferinnen. Es siegte die WM-Dritte von 2013 und amtierende Afrikameisterin Almaz Ayana. Sie stellte im Finale einen neuen Weltmeisterschaftsrekord auf. Vizeweltmeisterin wurde Senbere Teferi. Bronze ging an die Vizeafrikameisterin von 2014 Genzebe Dibaba. Fünf Tage zuvor war sie hier in Peking Weltmeisterin über 1500 Meter geworden.

## Rekorde

### Bestehende Rekorde
| Weltrekord               | Tirunesh Dibaba | 14:11,15 min | Oslo, Norwegen           | 6. Juni 2008    |
| Weltmeisterschaftsrekord | Tirunesh Dibaba | 14:38,59 min | WM in Helsinki, Finnland | 13. August 2005 |

### Rekordverbesserung
Die äthiopische Weltmeisterin Almaz Ayana verbesserte den bestehenden WM-Rekord im Finale am 30. August um 11,76 Sekunden auf 14:26,83 min.

## Vorläufe
Aus zwei Vorläufen qualifizierten sich die jeweils fünf Ersten jedes Laufes – hellblau unterlegt – und zusätzlich die fünf Zeitschnellsten – hellgrün unterlegt – für das Finale.

### Lauf 1

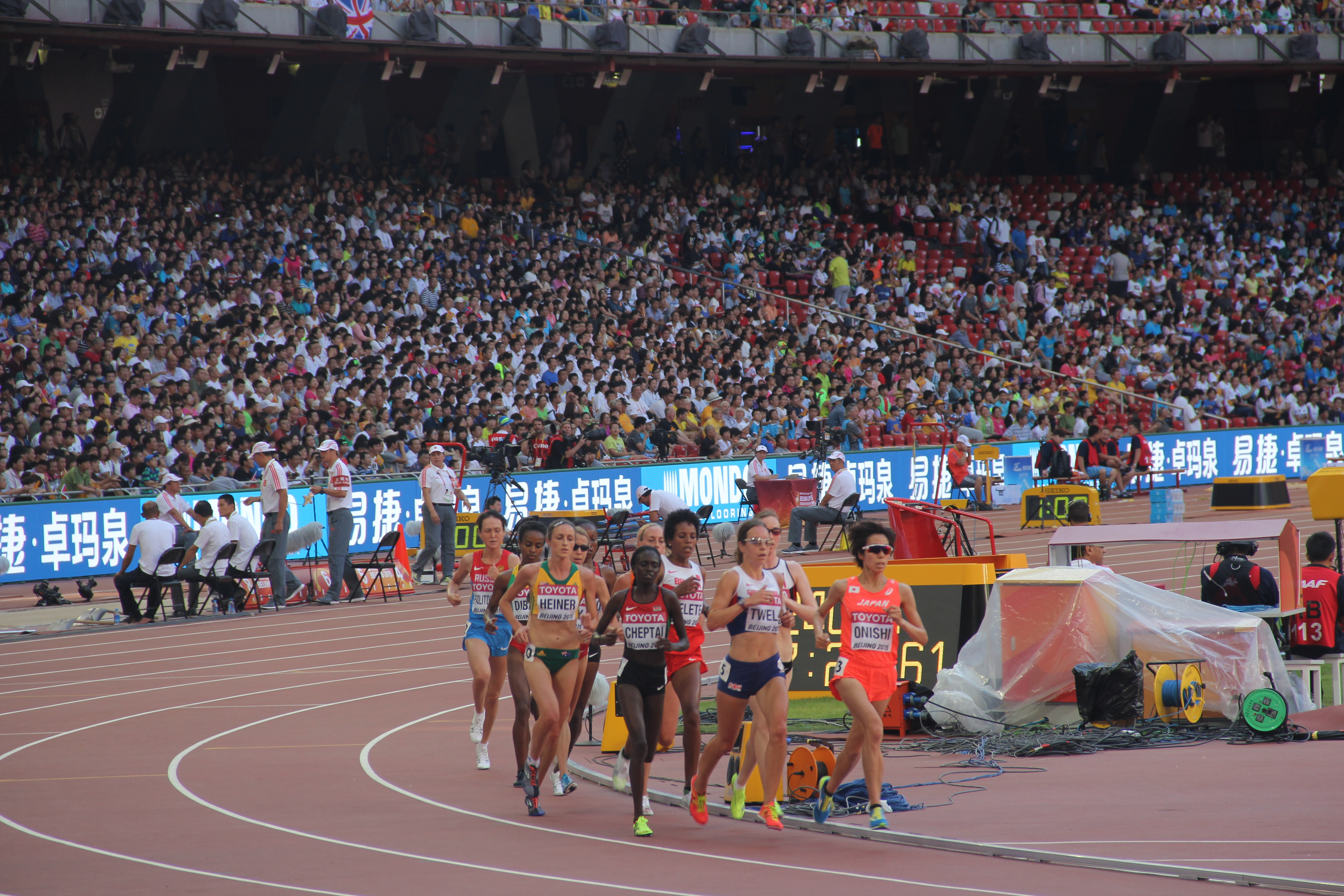
Szene aus dem ersten Vorlauf

27. August 2015, 9:40 Uhr Ortszeit (3:40 Uhr MESZ)
| Platz | Name                  | Land           | Zeit (min)  |
| ----- | --------------------- | -------------- | ----------- |
| 1     | Genzebe Dibaba        | Äthiopien      | 15:20,82    |
| 2     | Mercy Cherono         | Kenia          | 15:20,94    |
| 3     | Mimi Belete           | Bahrain        | 15:20,94    |
| 4     | Irene Cheptai         | Kenia          | 15:21,03    |
| 5     | Susan Kuijken         | Niederlande    | 15:25,67    |
| 6     | Misaki Onishi         | Japan          | 15:33,84    |
| 7     | Stephanie Twell       | Großbritannien | 15:34,72    |
| 8     | Nicole Tully          | USA            | 15:41,03    |
| 9     | Madeline Heiner       | Australien     | 15:47,97    |
| 10    | Gulshat Fazlitdinova  | Russland       | 15:48,44    |
| 11    | Nicole Sifuentes      | Kanada         | 15:50,99    |
| 12    | Olivia Mugove Chitate | Simbabwe       | 16:34,70 PB |
| DNS   | Nikki Hamblin         | Neuseeland     |             |

Im ersten Vorlauf ausgeschiedene Läuferinnen:

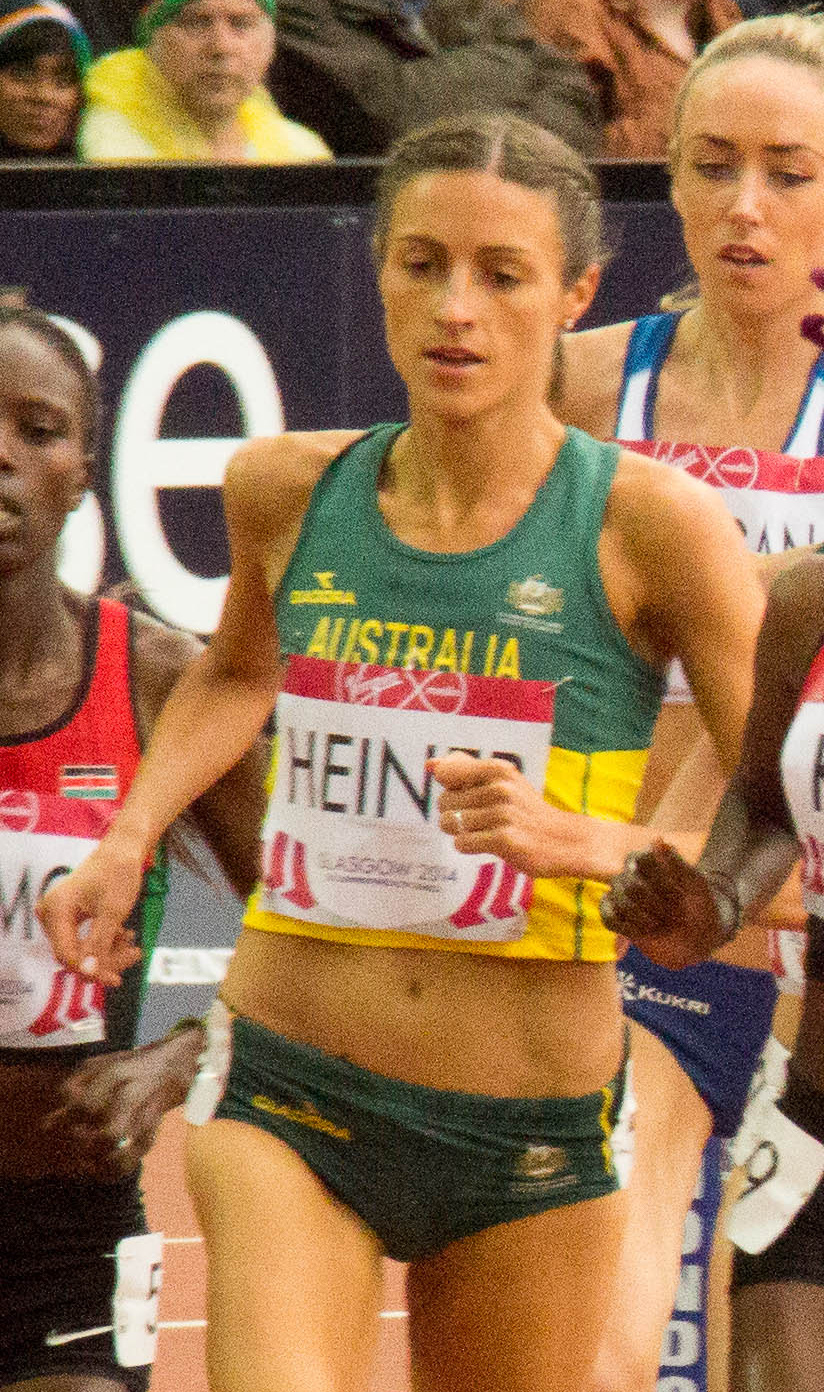
Madeline Heiner Rang neun in 15:47,97 min
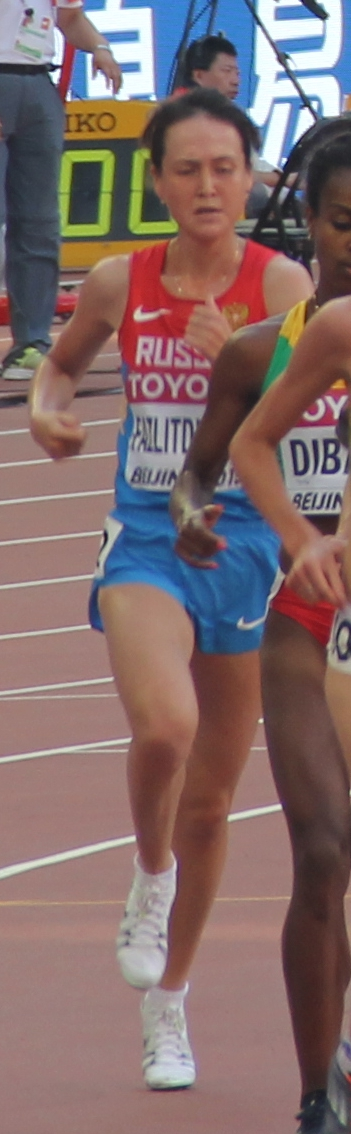
Gulshat Fazlitdinova Rang zehn in 15:48,44 min
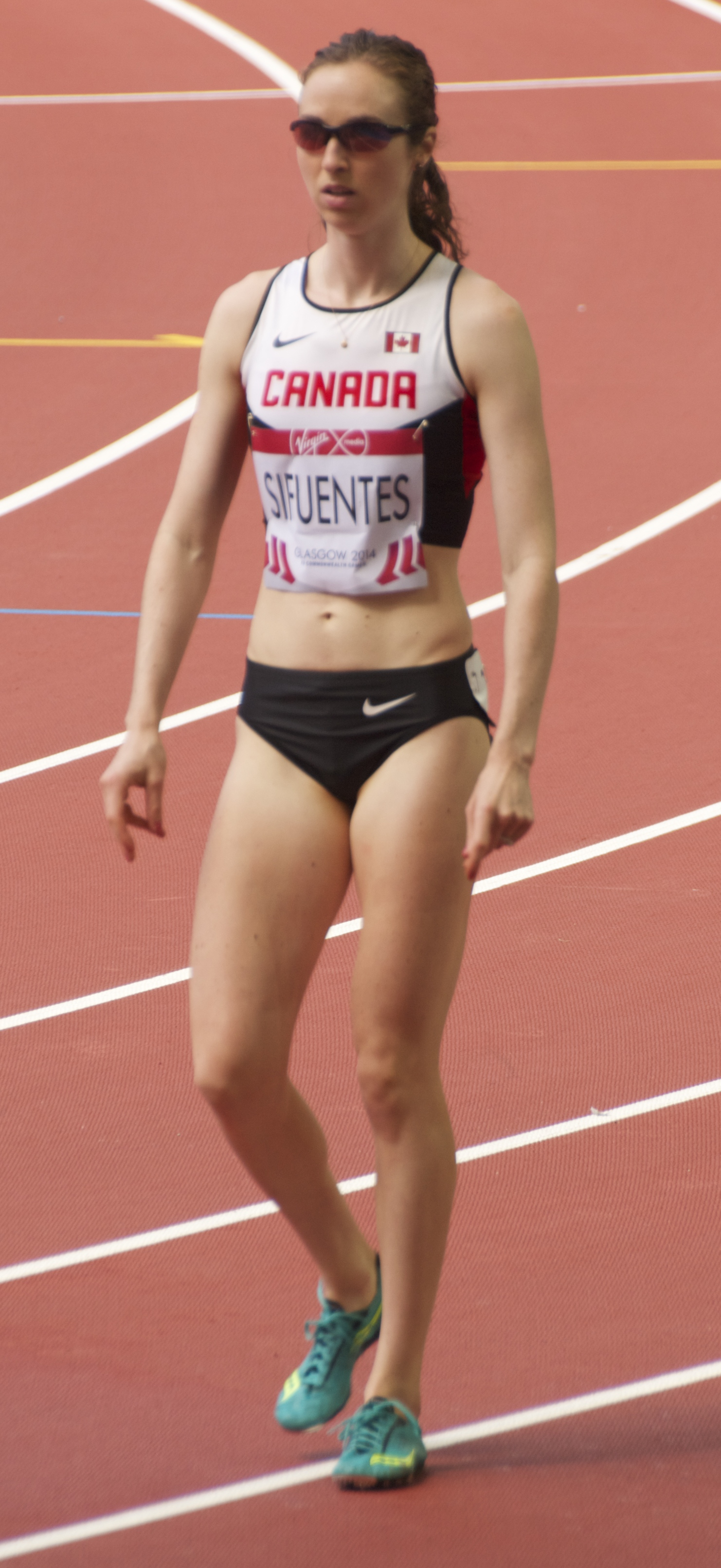
Nicole Sifuentes Rang elf in 15:50,99 min
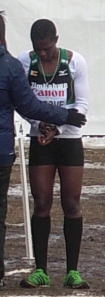
Olivia Mugove Chitate Rang zwölf in 16:34,70 min

### Lauf 2
27. August 2015, 10:04 Uhr Ortszeit (4:04 Uhr MESZ)
| Platz | Name                      | Land                         | Zeit (min)  |
| ----- | ------------------------- | ---------------------------- | ----------- |
| 1     | Almaz Ayana               | Äthiopien                    | 15:09,40    |
| 2     | Senbere Teferi            | Äthiopien                    | 15:14,57    |
| 3     | Viola Jelagat Kibiwot     | Kenia                        | 15:15,27    |
| 4     | Janet Kisa                | Kenia                        | 15:26,49    |
| 5     | Eloise Wellings           | Australien                   | 15:26,67 SB |
| 6     | Ayuko Suzuki              | Japan                        | 15:28,18    |
| 7     | Jennifer Wenth            | Österreich                   | 15:43,57    |
| 8     | Betlhem Desalegn          | Vereinigte Arabische Emirate | 15:48,52    |
| 9     | Karoline Bjerkeli Grøvdal | Norwegen                     | 16:02,20    |
| 10    | Marielle Hall             | USA                          | 16:06,60    |
| 11    | Azusa Sumi                | Japan                        | 16:13,65    |
| 12    | Abbey D’Agostino          | USA                          | 16:16,47    |
| DNF   | Jelena Korobkina          | Russland                     |             |
| DNF   | Maureen Koster            | Niederlande                  |             |

Im zweiten Vorlauf ausgeschiedene Läuferinnen:

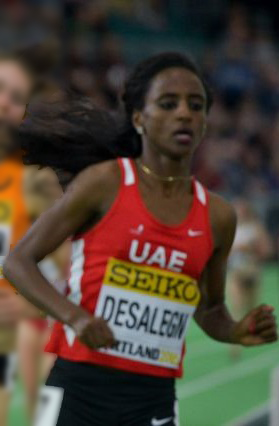
Betlhem Desalegn Rang acht in 15:48,52 min
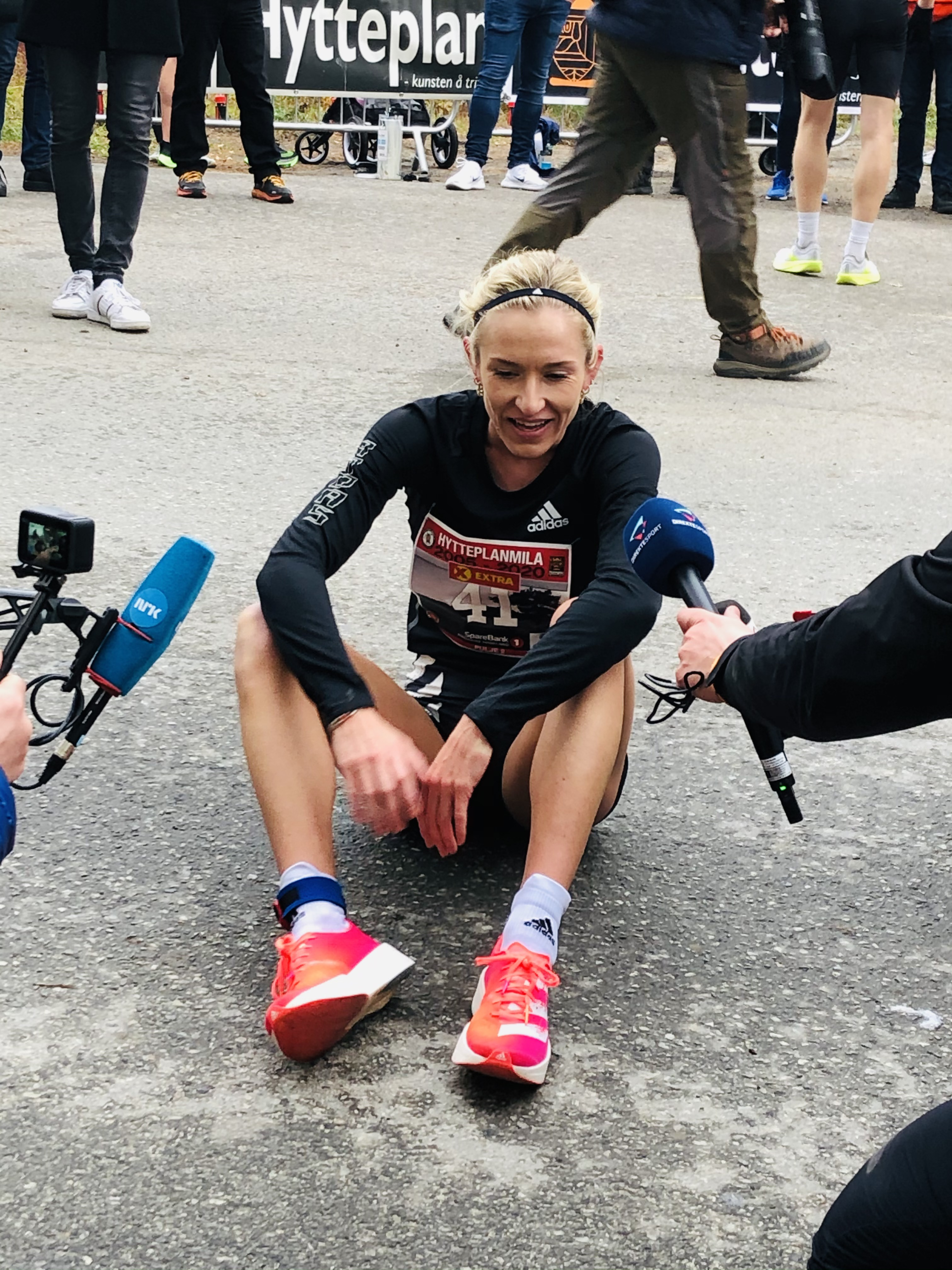
Karoline Bjerkeli Grøvdal Rang neun in 16:02,20 min
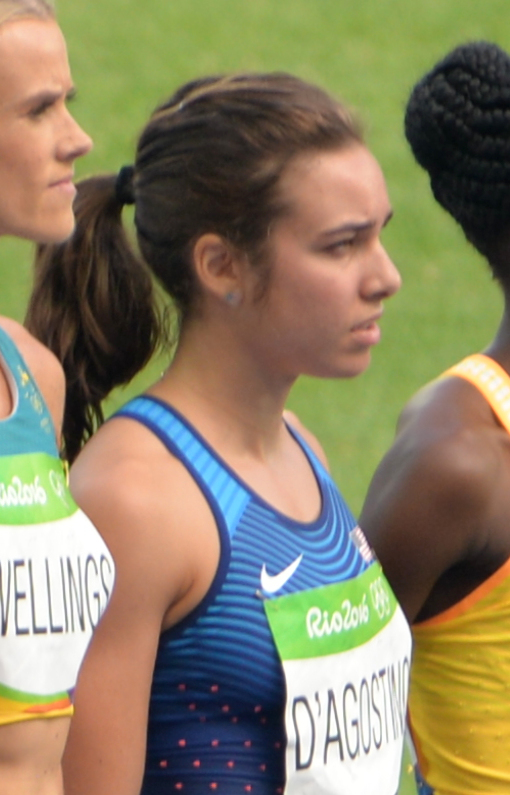
Abbey D’Agostino Rang zwölf in 16:16,47 min

## Finale
30. August 2015, 19:15 Uhr Ortszeit (13:15 Uhr MESZ)
Die starken Äthiopierinnen Meseret Defar und Tirunesh Dibaba, Siegerinnen vieler großer Rennen in den vergangenen Jahren, waren nicht mehr dabei. Aber auch die jetzt nachrückende Generation hatte viel zu bieten, die Toppläuferinnen kamen weiterhin in aller Regel aus den afrikanischen Ländern oder waren gebürtige Afrikanerinnen. Zu den Favoritinnen gehörten die äthiopische WM-Dritte Almaz Ayana, ihre Landsfrau Genzebe Dibaba – hier bereits Weltmeisterin über 1500 Meter, die kenianische Vizeweltmeisterin Mercy Cherono sowie ihre Landsfrau Viola Jelagat Kibiwot als WM-Vierte und Olympiafünfte. Auch die niederländische EM-Dritte Susan Kuijken musste zumindest zu den Läuferinnen mit Außenseiterchancen gezählt werden.
Die ersten beiden Kilometer legte das Feld mit den Japanerinnen Misaki Onishi oder Ayuko Suzuki an der Spitze geschlossen zurück. Das Tempo war nicht allzu hoch, doch dann ergriff Ayana die Initiative und beschleunigte deutlich. Dibaba und Cherono blieben ihr an den Fersen, während alle anderen Konkurrentinnen abreißen lassen mussten. Das Feld fiel nun komplett in einzelne Läuferinnen oder kleinere Gruppen auseinander. Ayana hielt das Tempo hoch, doch Kibiwot und die Äthiopierin Senbere Teferi kämpften sich wieder an die drei Führenden heran, sodass jetzt eine Fünfergruppe vorne lag. Nach etwas mehr als drei Kilometern fiel auch diese Gruppe wieder auseinander. Die weiter führende Ayana und Dibaba erarbeiteten sich einen immer größer werdenden Vorsprung vor der Dreiergruppe hinter ihnen mit Teferi, Kibiwot und Cherono.
Drei Runden vor Schluss schüttelte Ayana dann auch ihre letzte verbliebene Gegnerin Dibaba ab und vergrößerte ihren Vorsprung vor allen anderen immer weiter. In der Verfolgergruppe musste dann auch Cherono abreißen lassen. Dibabas Vorsprung vor Teferi und Kibiwot schmolz zusehends zusammen. Schließlich bildeten Teferi, Kibiwot und Dibaba eine Dreiergruppe, in der es um Silber und Bronze ging. Almaz Ayana lief weit vorne ein einsames Rennen und gewann diesen Wettbewerb mit mehr als siebzehn Sekunden Vorsprung. In 14:26,83 min unterbot sie den Meisterschaftsrekord der äthiopischen Weltrekordlerin Tirunesh Dibaba um mehr als elf Sekunden. Den Spurt um die Silbermedaille entschied Senbere Teferi für sich. Auf der Zielgeraden fing diese die 1500-Meter-Weltmeisterin Genzebe Dibaba ab. So gab es einen dreifachen äthiopischen Erfolg. Viola Kibiwot musste sich der Überlegenheit der Äthiopierinnen geschlagen geben und wurde Vierte. Deutlich hinter hier belegten mit Mercy Cherono, Janet Kisa und Irene Cheptai drei weitere Kenianerinnen die Ränge fünf bis sieben. Auf Platz acht lief die Niederländerin Susan Kuijken – heutige Susan Krumins – als beste Nichtafrikanerin ins Ziel.
| Zwischenzeiten      | Zwischenzeiten | Zwischenzeiten                                                                   | Zwischenzeiten |
| Zwischenzeit- marke | Zwischenzeit   | Führende                                                                         | 1000-m-Zeit    |
| ------------------- | -------------- | -------------------------------------------------------------------------------- | -------------- |
| 1000 m              | 3:01,65 min    | Misaki Onishi mit einer 10-köpfigen Spitzengruppe                                | 3:01,65 min    |
| 2000 m              | 6:06,27 min    | Ayuko Suzuki mit dem geschlossenen Feld                                          | 3:02,62 min    |
| 3000 m              | 8:55,63 min    | Ayana, Dibaba, Cherono – ca. 2 s vor Kibiwot, Teferi – ca. 7 s vor Kisa, Cheptai | 2:49,36 min    |
| 4000 m              | 11:39,25 min   | Ayana – ca. 5 s vor Dibaba – ca. 15 s vor Teferi, Kibiwot – ca. 17 s vor Cherono | 2:43,62 min    |
| 5000 m              | 14:26,83 min   | Almaz Ayana                                                                      | 2:47,21 min    |

| Platz | Athletin              | Land           | Zeit (min)  |
| ----- | --------------------- | -------------- | ----------- |
|       | Almaz Ayana           | Äthiopien      | 14:26,83 CR |
|       | Senbere Teferi        | Äthiopien      | 14:44,07    |
|       | Genzebe Dibaba        | Äthiopien      | 14:44,14    |
| 04    | Viola Jelagat Kibiwot | Kenia          | 14:46,16    |
| 05    | Mercy Cherono         | Kenia          | 15:01,36    |
| 06    | Janet Kisa            | Kenia          | 15:02,68 SB |
| 07    | Irene Cheptai         | Kenia          | 15:03,41    |
| 08    | Susan Kuijken         | Niederlande    | 15:08,00    |
| 09    | Ayuko Suzuki          | Japan          | 15:08,29 PB |
| 10    | Eloise Wellings       | Australien     | 15:09,62 SB |
| 11    | Mimi Belete           | Bahrain        | 15:17,01    |
| 12    | Stephanie Twell       | Großbritannien | 15:26,24    |
| 13    | Nicole Tully          | USA            | 15:27,42    |
| 14    | Misaki Onishi         | Japan          | 15:29,63    |
| 15    | Jennifer Wenth        | Österreich     | 15:35,46    |

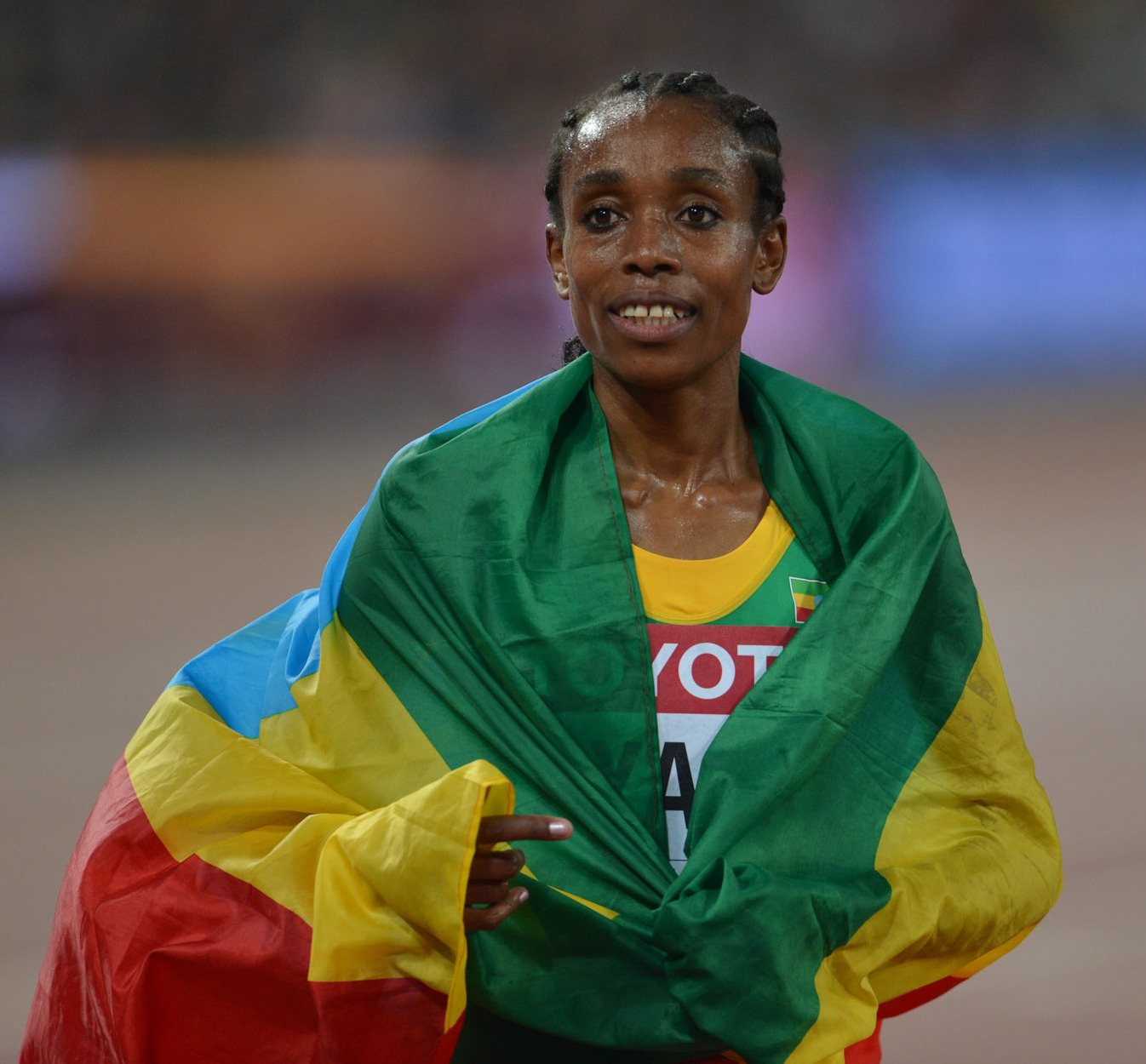
Weltmeisterin Almaz Ayana aus Äthiopien auf der Ehrenrunde nach ihrem Sieg
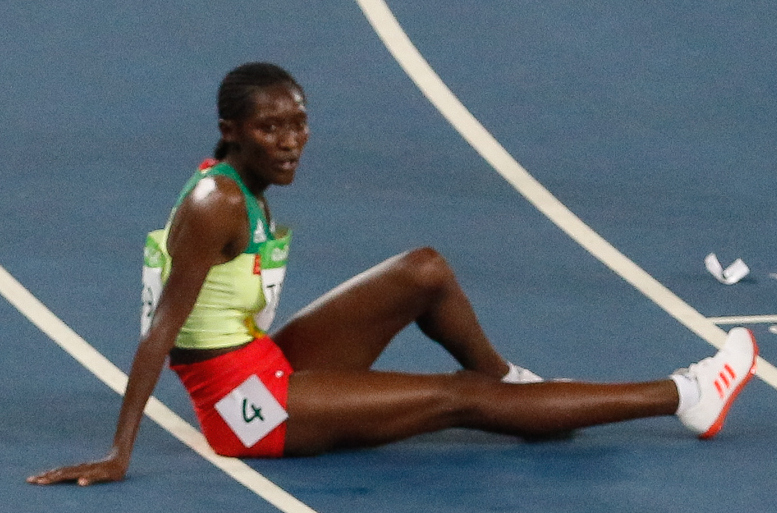
Vizeweltmeisterin Senbere Teferi, Äthiopien
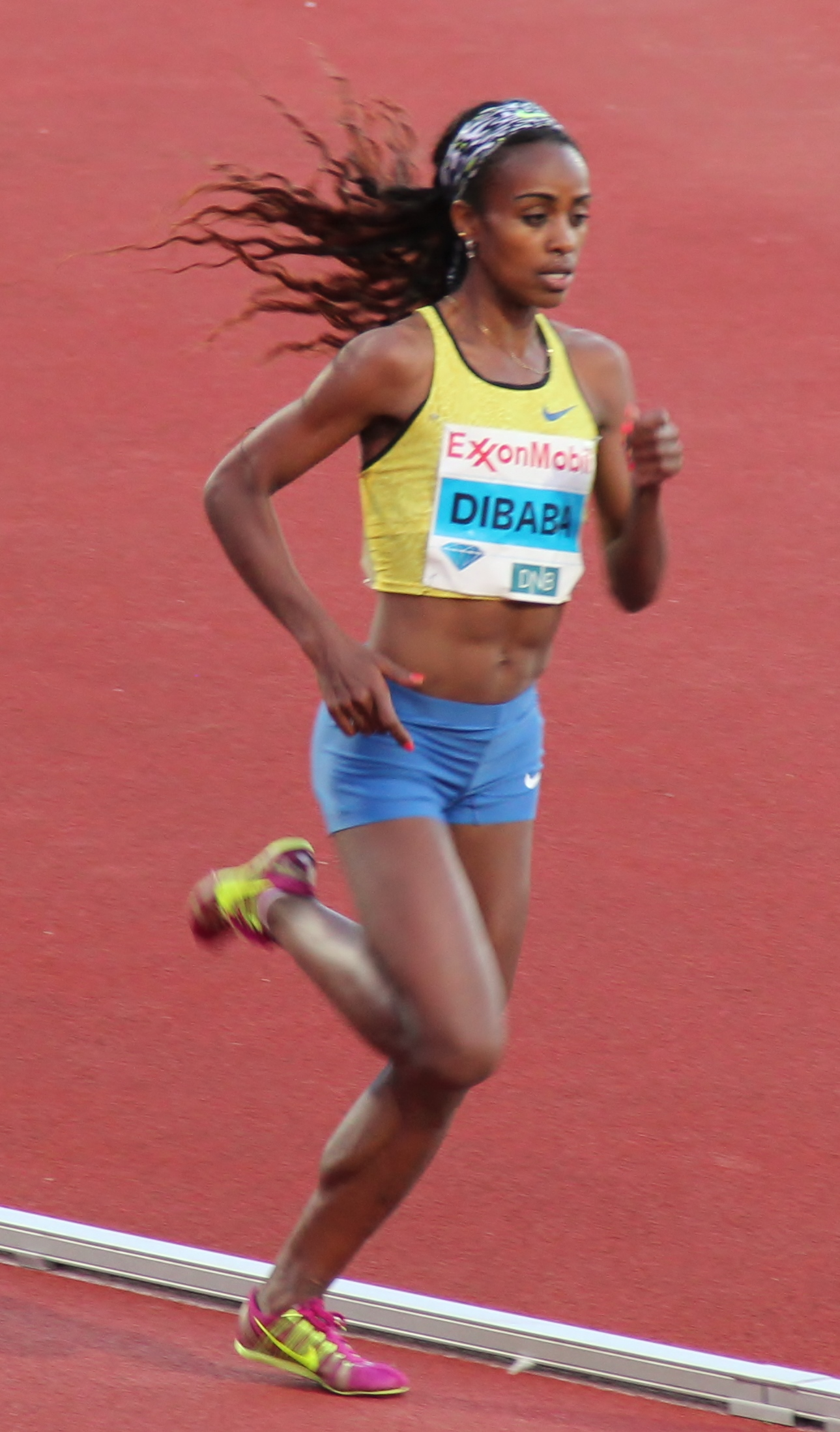
Auch Bronze ging an eine Äthiopierin: Genzebe Dibaba, vorher bereits Weltmeisterin über 1500 Meter

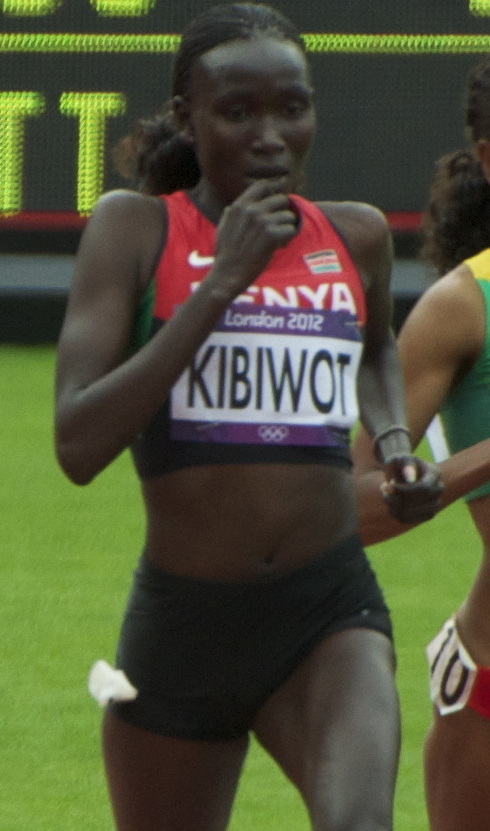
Vier Kenianerinnen auf den folgenden Rängen: Violet Kibiwot, Platz vier
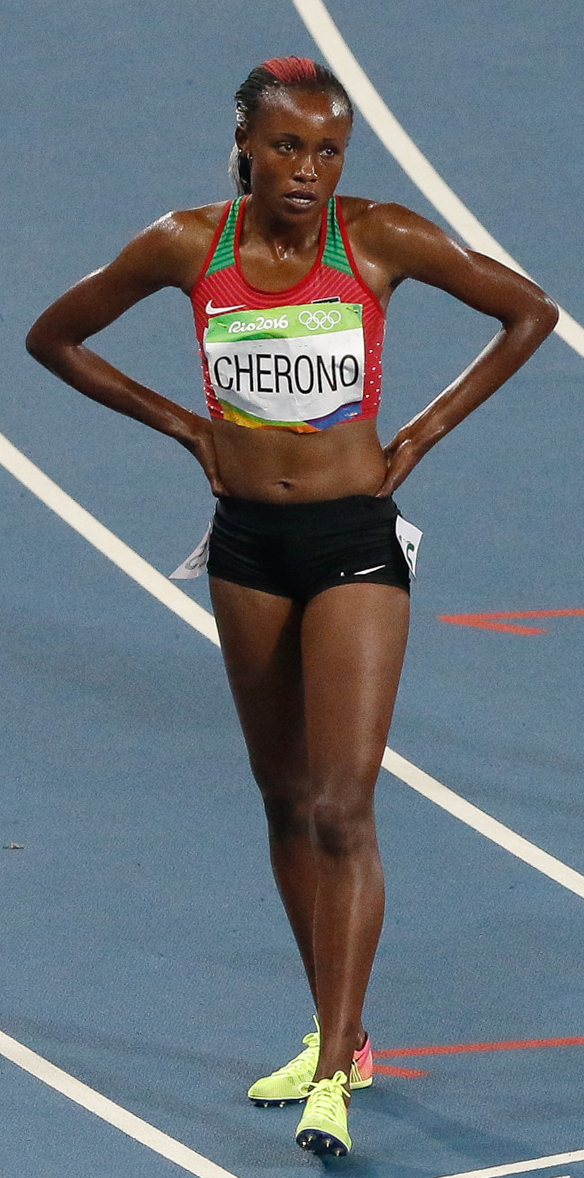
Mercy Cherono als Fünfte
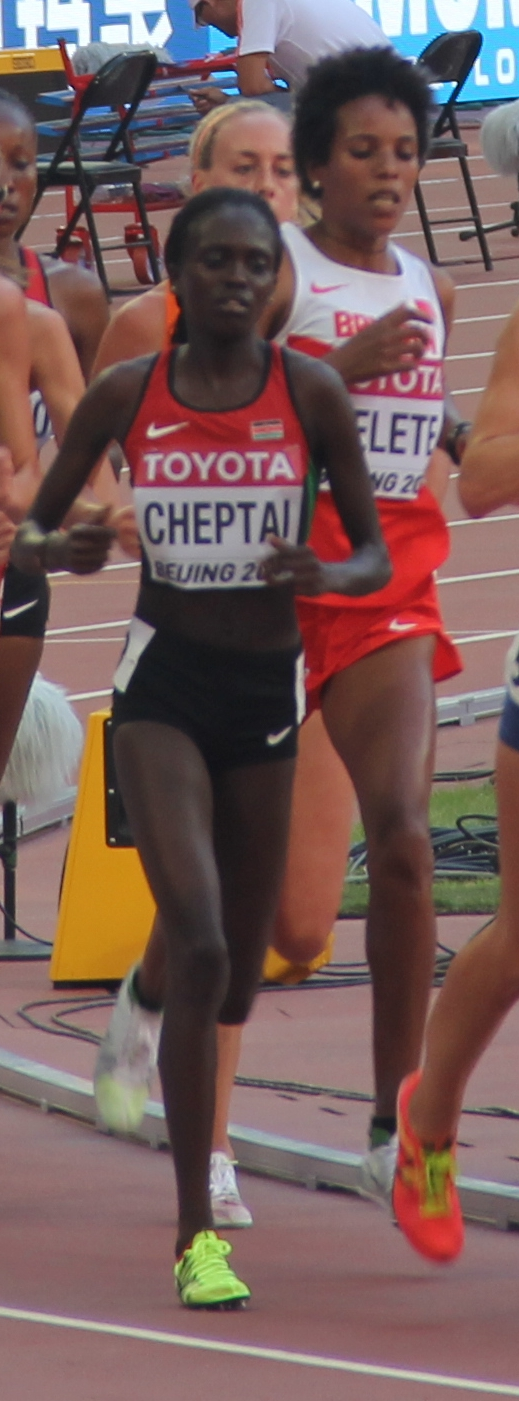
Irene Cheptai auf Platz sieben
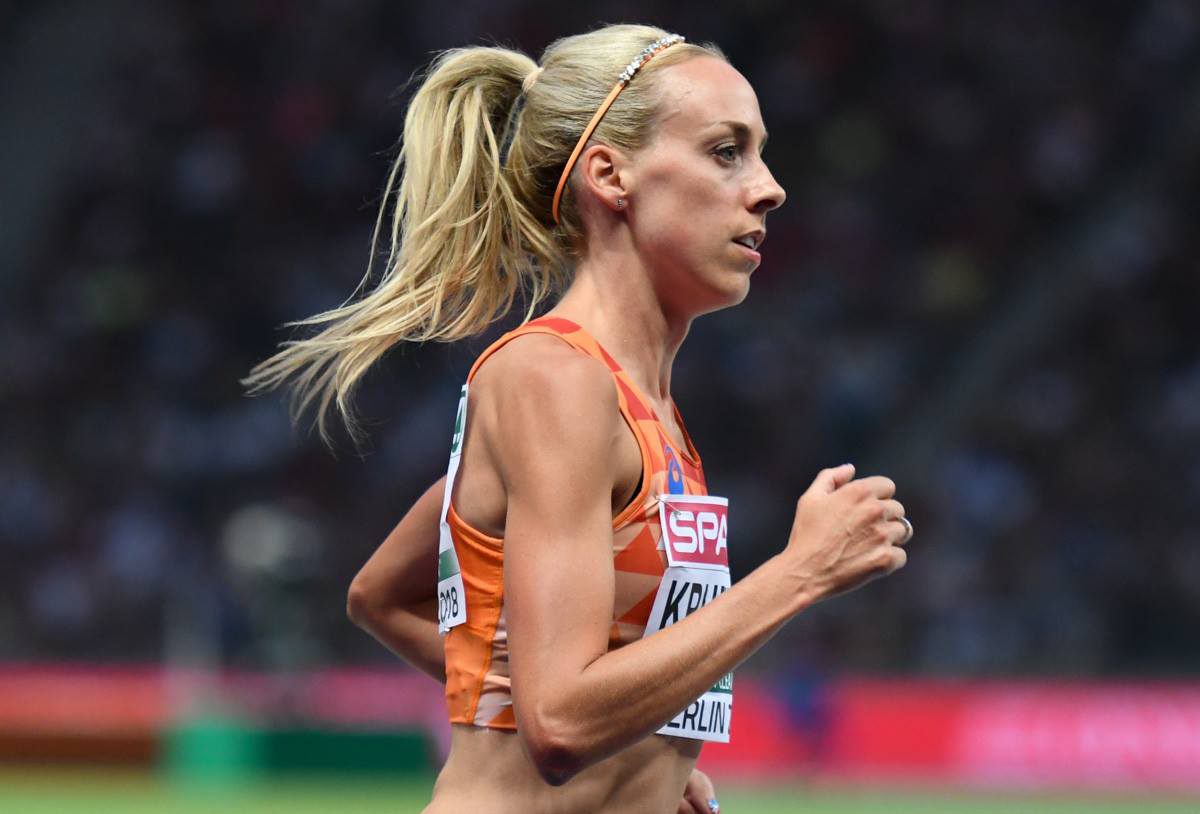
Susan Kuijken belegte als beste Nichtafrikanerin Rang acht
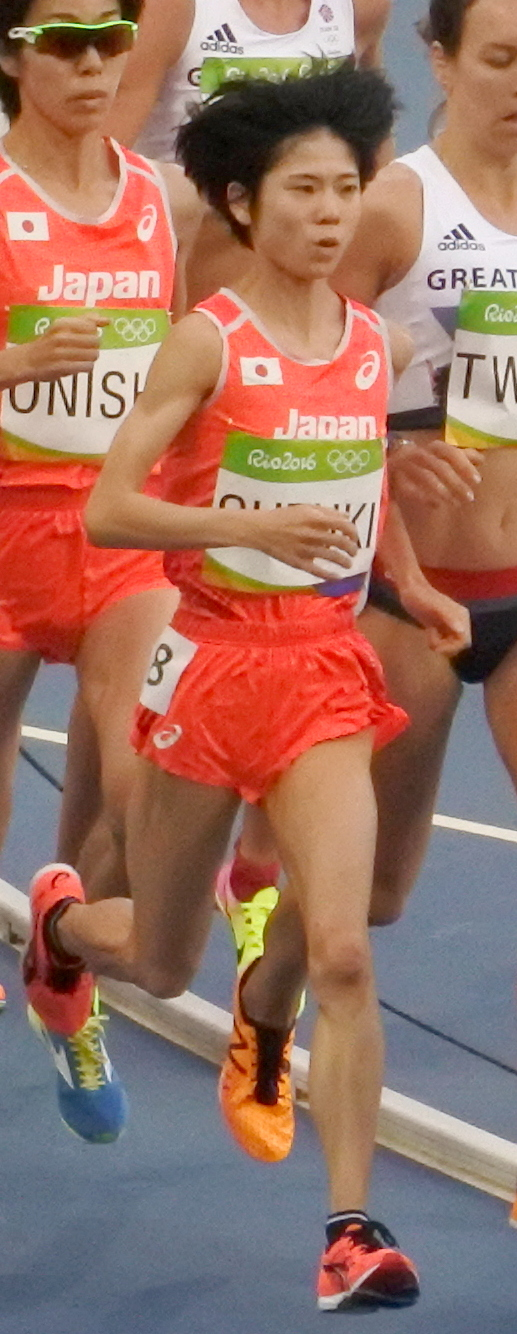
Ayuko Suzuki wurde Neunte
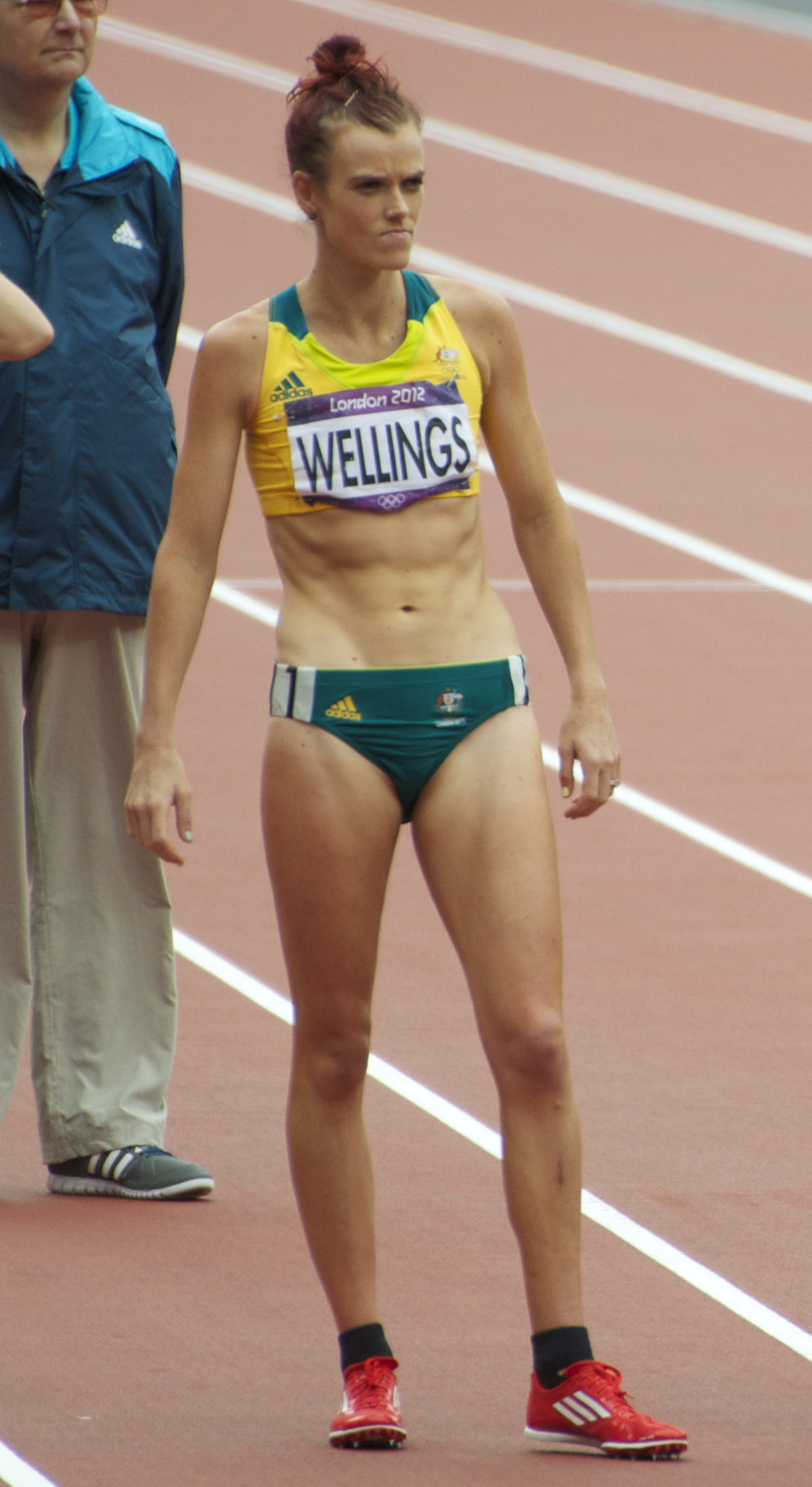
Eloise Wellings erreichte den zehnten Rang
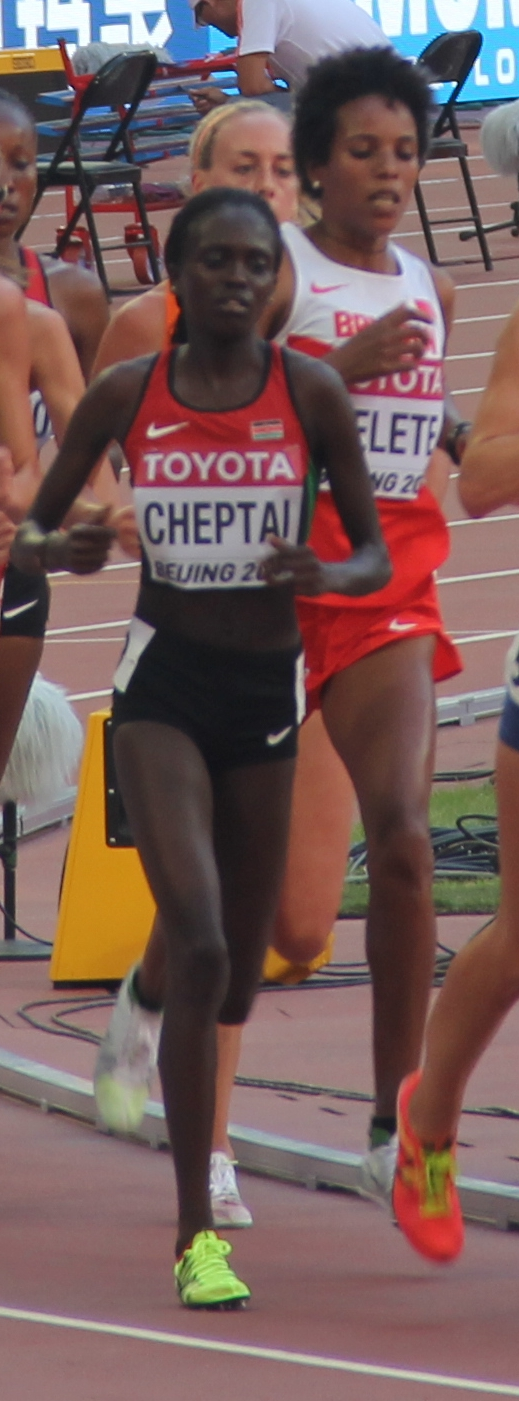
Mimi Belete (rechts) – Rang elf
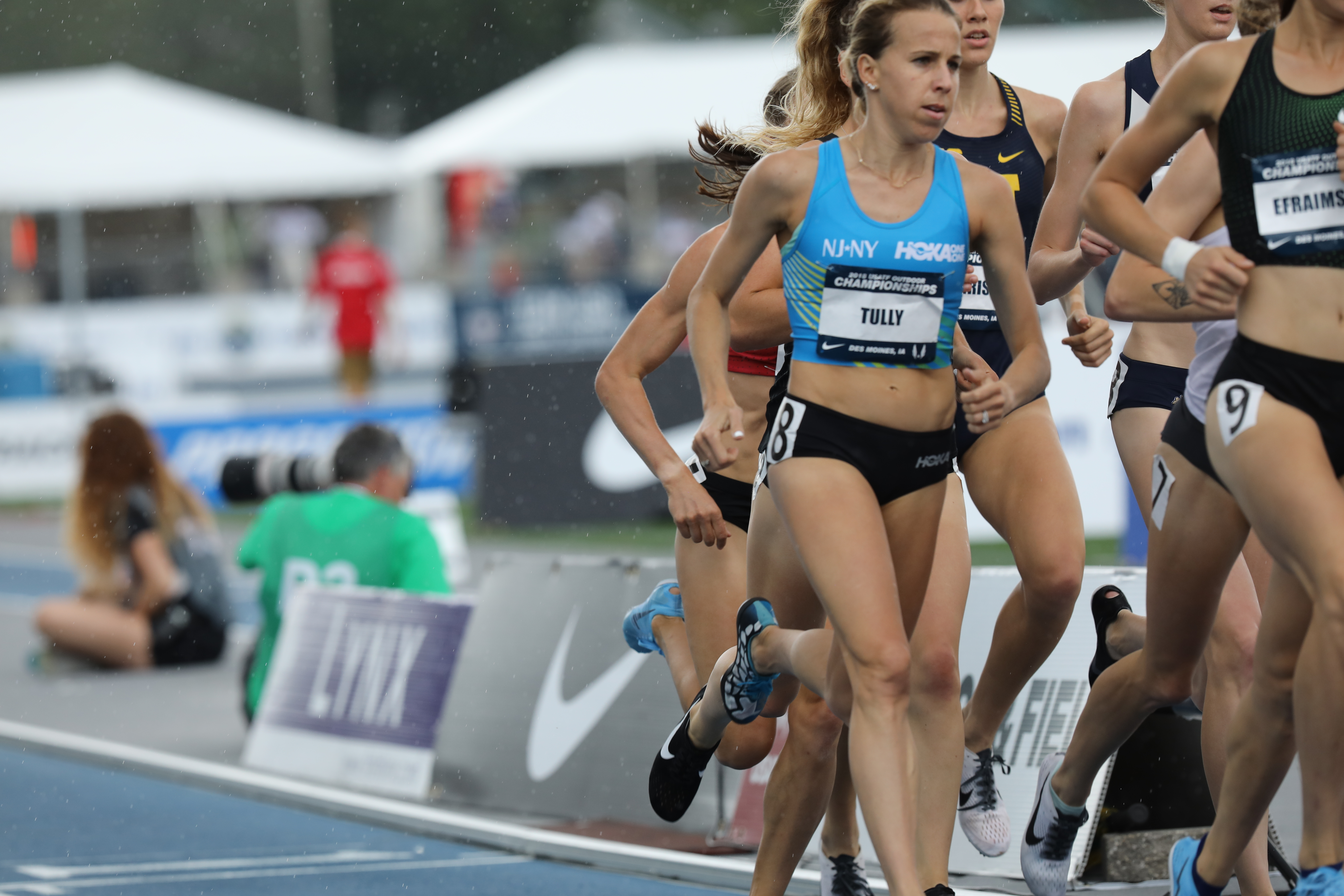
Nicole Tully – Platz dreizehn
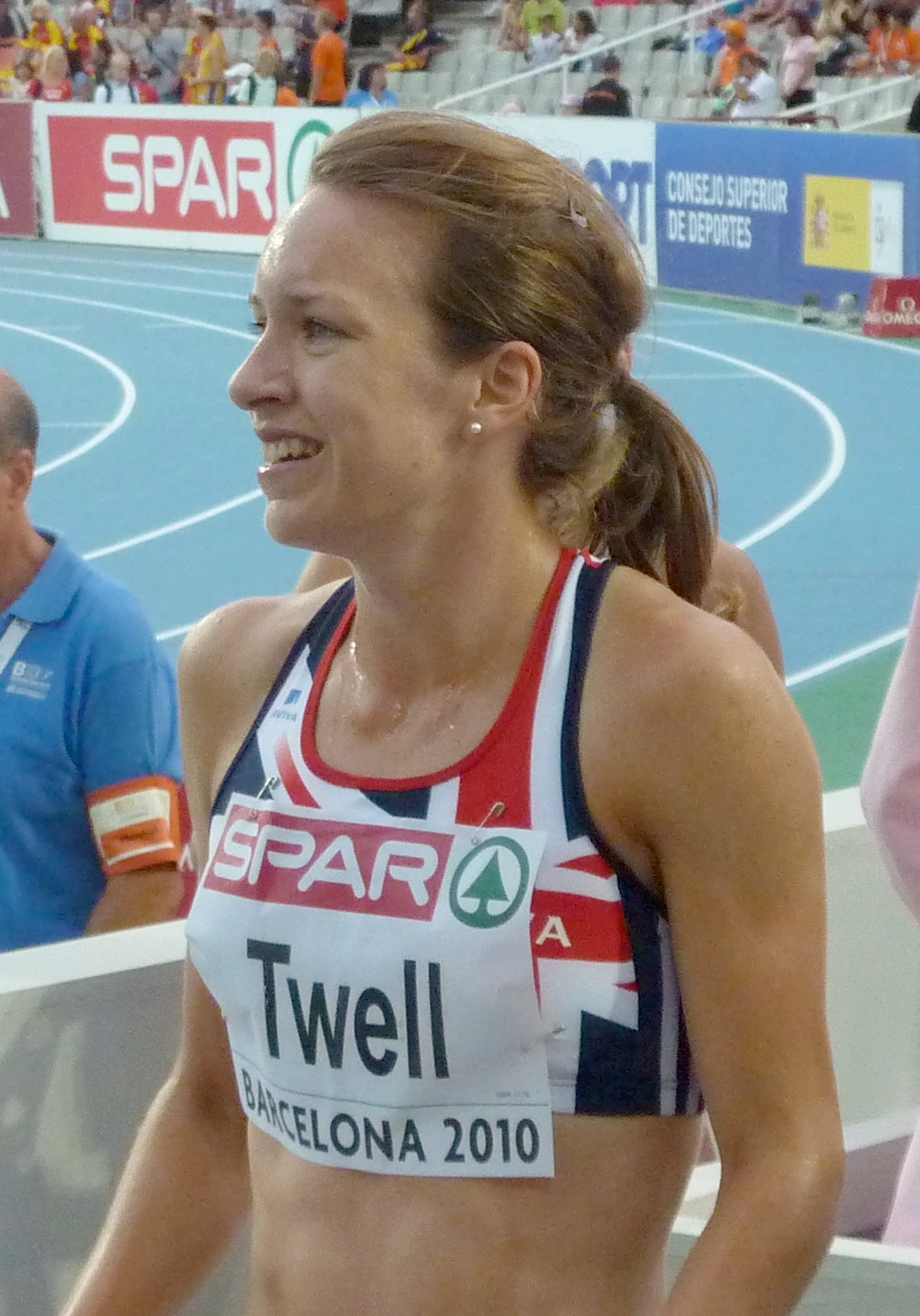
Platz zwölf für Stephanie Twell
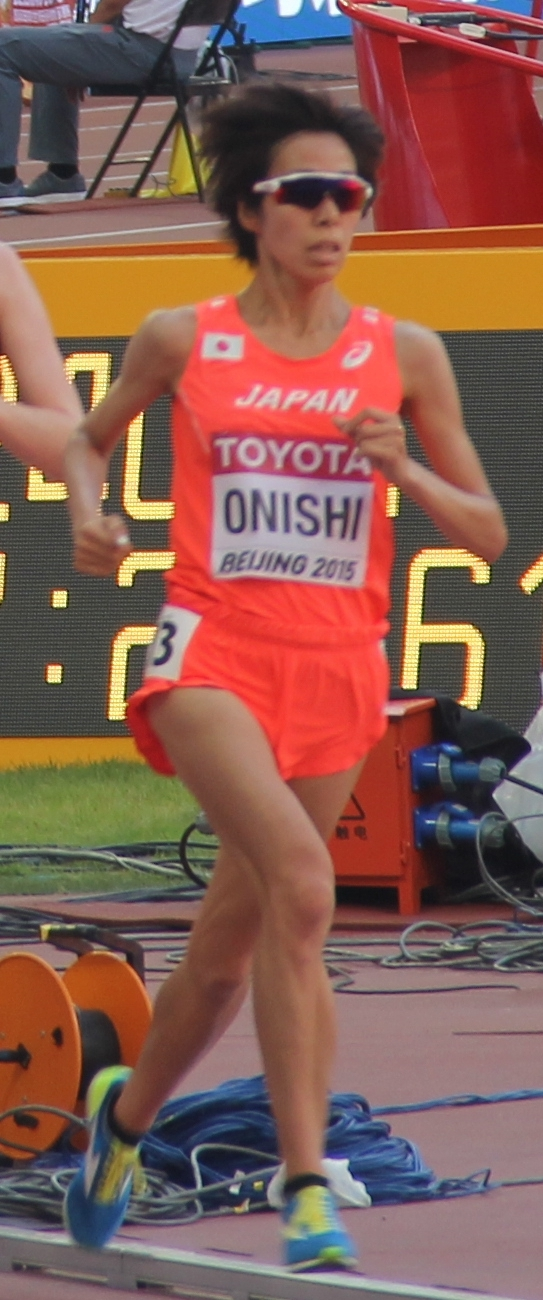
Misaki Onishi kam auf den vierzehnten Platz
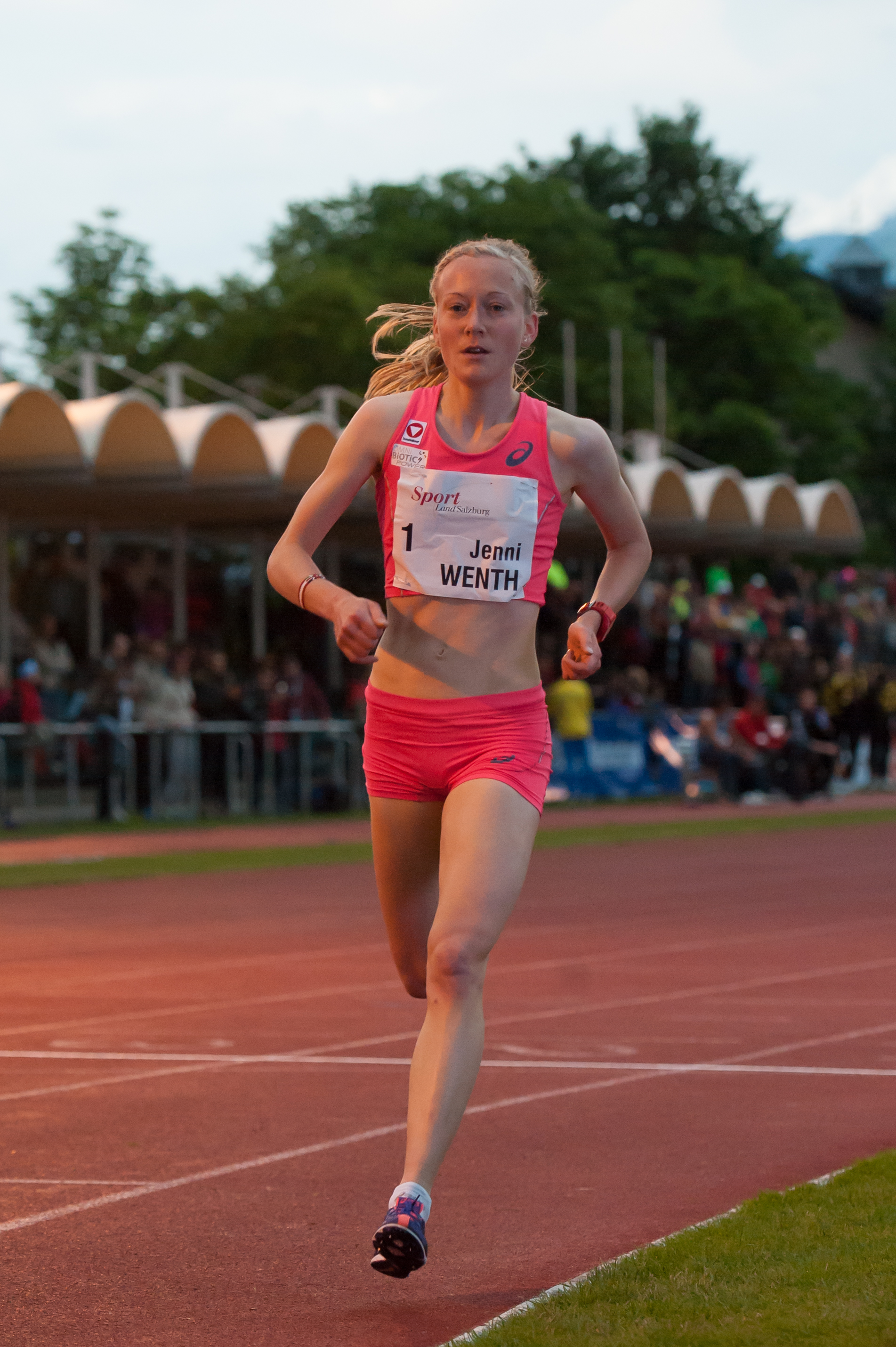
Jennifer Wenth erreichte das Finale und wurde dort Fünfzehnte

## Video
- Women's 5000m Final | World Athletics Championships Beijing 2015, youtube.com, abgerufen am 18. Februar 2021